# Cyber Folks
Cyber Folks S.A. (Eigenschreibweise Cyber_Folks) ehemals R22 S.A., ist ein polnisches Unternehmen mit Sitz in Posen. Es bietet Dienstleistungen an, die für das Erstellen und Veröffentlichen von Internetprojekten notwendig sind. Dazu gehört das Webhosting, welches die Bereitstellung von Webspace und die Unterbringung von Websites umfasst. Das Unternehmen bietet Website-Builder und Auto-Installer und Domain-Dienste an.
Es bietet als Lösungen an: Website-Creator für die Website-Entwicklung, Registrierung oder Übertragung ausländischer und neuer Domains sowie Domain Name Builder, das Vorschläge für Domainnamen zusammen mit deren Verfügbarkeitsstatus bereitstellt.
Cyber Folks unterstützt Unternehmen im Bereich der Digitalisierung, bei der Präsenz im Internet, der Automatisierung von Geschäftsprozessen, der Kommunikation, dem Marketing und Vertrieb. Die Firma betreibt mehr als 30 Standorte weltweit. Zu den Tochtergesellschaften gehören Shoper, Vercom, MailerLite, FreshMail, EmailLabs, PushPushGo, RedLink, SellIntegro.
Es betreibt seine Geschäfte in Polen, der Tschechischen Republik, der Slowakei, Kroatien und Rumänien.
Cyber Folks S.A. ist an der Warschauer Börse und seit dem 18. September 2023 im polnischen Mittelwerteindex mWIG40 notiert.

## Geschichte
Cyber Folks wurde im Jahre 1999 von Jakub Dwernicki u. a. als eines der ersten Hosting-Firmen in Polen gegründet. Es wuchs über die Jahre durch Zukäufe kleinerer Firmen, in 2022 wurde MailerLite übernommen, ein globaler Anbieter von E-Mail-Kommunikationstools, der hauptsächlich Kunden in den USA und Westeuropa bedient. Anfang 2025 wurde die Übernahme von Shoper abgeschlossen. Es handelt sich dabei um den Marktführer auf dem polnischen Markt im Bereich der SaaS-E-Commerce-Tools. Dadurch wurde Cyber Folks das größte SaaS-E-Commerce-Unternehmen in Mittel- und Osteuropa.

## Aktionärsstruktur
| Aktionär                                                 | Anteil am Grundkapital |
| -------------------------------------------------------- | ---------------------- |
| Jacek Duch (zusammen mit seiner Tochtergesellschaft)     | 027,58 %               |
| Jakub Dwernicki (zusammen mit einer Tochtergesellschaft) | 017,03 %               |
| Robert Dwernicki (mit einer Tochtergesellschaft)         | 07,08 %                |
| PTE Allianz Polska                                       | 05,74 %                |
| Aegon PTE                                                | 05,48 %                |
| Allianz Polska S.A. Investmentfondsgesellschaft          | 05,07 %                |
| Cyber_Folks S.A. (eigene Aktien)                         | 00,38 %                |
| Streubesitz                                              | 031,64 %               |